# Frieden von Stolbowo

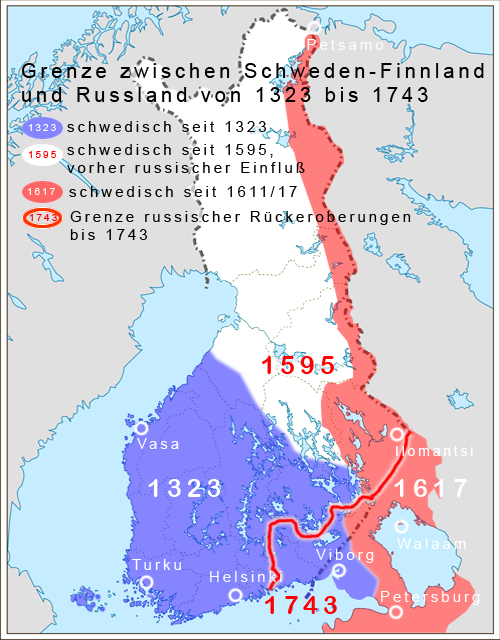
Durch den Frieden von Stolbowo erwarb Schweden Karelien und Ingermanland (rot)

Der Friede von Stolbowo wurde am 27. Februarjul. / 9. März 1617greg. zwischen dem Russischen Reich und Schweden geschlossen. Er beendete den Ingermanländischen Krieg (1610–1617) und begründete Schwedens Großmachtstellung in der Ostsee.

## Vorgeschichte

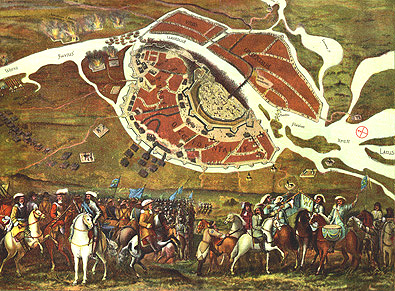
Eroberung von Nowgorod 1611

Schon seit 1561 hatte Schweden in Estland Fuß gefasst und 1570–1583 und 1590–1595 in Kriegen mit Russland diese Position ausgebaut. Schweden befand sich in einem Krieg mit Polen und hatte 1613 erst einen verlustreichen Krieg mit Dänemark, den so genannten Kalmarer Krieg beendet.
Russland hatte unter Iwan IV. (1533–1584) ebenfalls eine Erwerbs- und Expansionspolitik begonnen. Letztere richtete sich seit 1558 auch gegen die baltischen Länder. Aber noch konnte Russland nicht an der Ostsee Fuß fassen. Nach dem Ende der Dynastie der Rurikiden 1598 und dem Tod des Bojarenzaren Boris Godunow, wurde Russland in eine Zeit der Wirren, die Smuta, gestürzt (1605–1613). Es kam zu polnischen und schwedischen Interventionen und 1610 sogar zur Besetzung Moskaus durch polnische Truppen.
Während des Konflikts zwischen Russen und der polnischen Krone, unterzeichnete Schweden 1609 einen Vertrag mit Zar Wassili Schuiski. Der König von Schweden schickte De la Gardie nach Moskau und setzte ihn an die Spitze eines Heeres, das die Polen bei ihrem Vormarsch aufhalten sollte. Dem Zaren wurde jedoch bald klar, dass er die eifrigen Helfer aus Schweden wieder loswerden musste, um seine Autonomie zu bewahren. Nachdem sich die Beziehungen zwischen Schweden und Russland daraufhin verschärft hatten, eroberte La Gardie Nowgorod und eroberte im weiteren Verlauf der kriegerischen Unternehmungen die Festungen Ingermanlands, auf die Schweden im Frieden von 1595 hatte verzichten müssen, zurück.

## Verhandlungen
Der erste Verhandlungsversuch wurde 1615 eingeleitet, doch die russische Seite wollte die Gespräche nicht aufnehmen, solange Gustav II. Adolf die Festung Pskow belagerte. Nach dem Ende dieser Belagerung trafen sich die Delegationen regelmäßig, wobei die schwedische Seite von Jakob De la Gardie geleitet wurde. Schweden wollte Russland von allen Ostseehäfen abschneiden und eine bessere Sicherung Finnlands beim Ladogasee erreichen. Zeitweise nahm auch der englische König Jakob I. an den Verhandlungen teil. Die britische Seite wollte vermutlich ihre über das Nordpolarmeer nach Russland führenden Handelswege absichern. Die waren in Gefahr, da Schweden Archangelsk einforderte. Weiterhin waren eine holländische Delegation unter Reinhald Brederode und eine dänische Delegation beteiligt, wobei letztere kurz vor dem Ende der Verhandlungen ausgeschlossen wurde.
Als Mittler fungierte der Agent der englischen Moskaukompanie, John Mericke. Es war ein erzwungener Siegfrieden, denn der neue Zar Michael Romanow brauchte diesen Frieden unbedingt, da Russland befürchtete, dass Polen mit Schweden eine Allianz einging, welche die Kriegshandlungen neu entfachen würde. So gab er dem Drängen der Vermittler nach und willigte in die Bedingungen ein.
Die Vertragsverhandlungen wurden im Ort Diderino südlich des Ladogasees geführt, doch die Unterzeichnung erfolgte im heute nicht mehr existierenden Dorf Stolbowo (Столбово) durch den Zaren Michael I. und den schwedischen Heerführer Jakob De la Gardie.

## Ergebnisse
Russland musste von allen Ansprüchen in Estland und Livland Abstand nehmen und bezahlte 20.000 Rubel Schadensersatz.
Schweden erhielt die Schlüsselburg sowie die Festungen Jama, Koporje und Iwangorod mit den dazugehörigen Landgütern, was dem größten Teil der historischen Provinz Ingermanland entsprach. Weiterhin brauchten die Schweden die gesamte Kriegsbeute, die vor dem 20. November 1616 erlangt worden war, nicht zurückzugeben. Im Gegenzug trat Schweden das Gebiet um Nowgorod und weitere kleine Gebiete an Russland ab. Mit der Vertragsunterzeichnung erkannte man auch Michael I. als russischen Zaren an.
Somit hatte Schweden einen Landstreifen bei den Seen Ladoga und Peipus, die leicht gegen denkbare russische Angriffe verteidigt werden konnten. Gustav II. Adolf soll den Vertrag mit den Worten Ich hoffe, dass es nun schwer wird für den Russen, über diesen Bach zu springen. kommentiert haben.
Durch den Abschluss dieses Vertrags und die erfolgreiche Fixierung der handelspolitischen Abschnürungskonzeption Gustav II. Adolfs wurden die schwedisch-russischen Beziehungen für das ganze weitere 17. Jahrhundert bestimmt, und die Russland vorgelagerten schwedischen Besitzungen blieben das ganze 17. Jahrhundert eine undurchdringliche Schranke: Ohne schwedische Zustimmung konnten die Russen mit keinem Boot in die Ostsee kommen, und eine solche Zustimmung haben die Schweden den Russen nie gegeben. Stattdessen wurde ihnen in Stockholm ein eigener Fremdenhof eingerichtet. Alle Ansätze russischer Kaufleute, aktiv Handel über den schwedischen Machtbereich hinaus zu treiben, wurde von der schwedischen Regierung im Keim erstickt. Erst im Großen Nordischen Krieg von 1700 bis 1721 konnte Russland die meisten dieser Gebiete wieder zurückerobern und sich erneut einen Zugang zur Ostsee verschaffen.